# Rino Ferrario
Rino Ferrario (7. prosinec 1926 Albiate, Italské království – 19. září 2012 Turín, Itálie) byl italský fotbalový obránce. Byl přezdíván Il Leone di Belfast (lev z Belfastu), protože se zuřivě bránil invazi rozzlobených fanoušků z Belfastu.

## Kariéra
Od roku 1947 byl hráčem třetiligového Arezza. Po dvou letech odešel na jednu sezonu do Lucchese a potom přestoupil do Juventusu, kde zůstal pět let. Za Bianconeri vyhrál dva tituly (1951/52 a 1957/58) a jeden domácí pohár 1958/59. V roce 1955 byl prodán do Interu, kde zůstal jednu sezonu. Poté odešel na sezonu hrát do Triestiny a v roce 1957 se vrátil do Juventusu. Po dvou letech odešel dohrát kariéru k městskému rivalu Turín, kde v roce 1961 skončil kariéru.
Za reprezentaci odehrál první utkání 18. května 1952 proti Anglii (1:1). Byl na soupiskách pro OH 1952 i MS 1954. Jenže na turnajích neodehrál žádné utkání. Poslední zápas odehrál 23. března 1958 proti Rakousku (2:3). Celkem tak odehrál 10 utkání.

## Statistika

### Klubová
| Sezóna             | Klub               | Liga               | Liga   | Liga | Ligové poháry | Ligové poháry | Ligové poháry | Kontinentální poháry | Kontinentální poháry | Kontinentální poháry | Celkem | Celkem |
| Sezóna             | Klub               | Soutěž             | Zápasy | Góly | Soutěž        | Zápasy        | Góly          | Soutěž               | Zápasy               | Góly                 | Zápasy | Góly   |
| ------------------ | ------------------ | ------------------ | ------ | ---- | ------------- | ------------- | ------------- | -------------------- | -------------------- | -------------------- | ------ | ------ |
| 1947/48            | Arezzo             | Serie C            | 8      | 0    | -             | 0             | 0             | -                    | 0                    | 0                    | 8      | 0      |
| 1948/49            | Arezzo             | Serie C            | 38     | 2    | -             | 0             | 0             | -                    | 0                    | 0                    | 38     | 2      |
| Celkem za Arezzo   | Celkem za Arezzo   | Celkem za Arezzo   | 46     | 2    | -             | 0             | 0             | -                    | 0                    | 0                    | 46     | 2      |
| 1949/50            | Lucchese           | Serie A            | 31     | 1    | -             | 0             | 0             | -                    | 0                    | 0                    | 31     | 1      |
| 1950/51            | Juventus           | Serie A            | 3      | 0    | -             | 0             | 0             | -                    | 0                    | 0                    | 3      | 0      |
| 1951/52            | Juventus           | Serie A            | 24     | 0    | -             | 0             | 0             | LP                   | 2                    | 0                    | 26     | 0      |
| 1952/53            | Juventus           | Serie A            | 8      | 0    | -             | 0             | 0             | -                    | 0                    | 0                    | 8      | 0      |
| 1953/54            | Juventus           | Serie A            | 30     | 2    | -             | 0             | 0             | -                    | 0                    | 0                    | 30     | 2      |
| 1954/55            | Juventus           | Serie A            | 33     | 1    | -             | 0             | 0             | -                    | 0                    | 0                    | 33     | 1      |
| 1955/56            | Inter              | Serie A            | 29     | 1    | -             | 0             | 0             | Vel.P                | 1                    | 0                    | 30     | 1      |
| 1956/57            | Triestina          | Serie A            | 32     | 2    | -             | 0             | 0             | -                    | 0                    | 0                    | 32     | 2      |
| 1957/58            | Juventus           | Serie A            | 27     | 1    | IP            | 6             | 0             | -                    | 0                    | 0                    | 33     | 1      |
| 1958/59            | Juventus           | Serie A            | 20     | 2    | IP            | 1             | 0             | PMEZ                 | 2                    | 0                    | 23     | 2      |
| Celkem za Juventus | Celkem za Juventus | Celkem za Juventus | 145    | 6    | -             | 7             | 0             | -                    | 2                    | 0                    | 158    | 6      |
| 1959/60            | Turín              | Serie B            | 16     | 1    | IP            | 2             | 1             | -                    | 0                    | 0                    | 18     | 2      |
| 1960/61            | Turín              | Serie A            | 11     | 4    | IP            | 1             | 1             | Stř.P                | 2                    | 0                    | 32     | 2      |
| Celkem za Turín    | Celkem za Turín    | Celkem za Turín    | 27     | 5    | -             | 3             | 2             | -                    | 2                    | 0                    | 32     | 7      |
| Celkově            | Celkově            | Celkově            | 310    | 17   | -             | 10            | 2             | -                    | 3                    | 0                    | 323    | 19     |

### Reprezentační

#### Statistika na velkých turnajích
| Itálie | OH 1952 | Neodehrál žádné ze 2 utkání |
| Itálie | MS 1954 | Neodehrál žádné ze 3 utkání |

## Úspěchy

### Klubové

#### Národní
- vítěz italské ligy (2x)

Juventus: 1951/52, 1957/58
- vítěz 2. italské ligy (1x)

Turín: 1959/60
- vítěz italský pohár (1x)

Juventus: 1958/59

### Reprezentační
- 1× na MS (1954)
- 1× na MP (1950–1960)
- 1× na OH (1952)